# Piers Wenger
Piers Wenger (Stoke-on-Trent, Reino Unido; 29 de junio de 1972) es un ejecutivo de televisión británico que se desempeña como controlador de BBC television drama de la cadena BBC.

## Carrera profesional
Wenger fue nombrado controlador en el servicio de dramas de la BBC en 2016,  después de cuatro años como jefe de drama en Channel 4. Antes de Channel 4 fue director de drama en BBC Wales y productor ejecutivo de la serie Doctor Who. Como productor, colaboró estrechamente con Victoria Wood durante más de una década en sus proyectos dramáticos. Produjo su dramatización ganadora de premios BAFTA y RTS del diario de Nella Last Housewife, 49, colaboró con ella en Loving Miss Hatto, la dramatización de Wood de la vida de la pianista clásica Joyce Hatto y coproductor ejecutivo de Eric y Ernie,la película biográfica de Peter Bowker sobre los jóvenes Morecambe y Wise en la que también actuó Wood.
En su tiempo en Channel 4, dirigió varios dramas populares. En febrero de 2015, Indian Summers, un drama de época que narra los últimos años del dominio imperial británico en la India, se lanzó y registró la audiencia de drama nocturna más alta para un drama de Channel 4 en 20 años. No Offense, el anárquico procedimiento policial de Paul Abbott, se lanzó con fuerza más tarde en el mismo año y ganó el premio Royal Television Society Award a la mejor serie dramática. La serie de ciencia ficción Humans se convirtió en un éxito de audiencia significativo, rompiendo el récord establecido por Indian Summers a principios de año.
En su primera temporada en la BBC, fue responsable de la puesta en marcha de Parade's End donde parricipo Tom Stoppard y Kevin Elyot, luego la dramatización de la vida de Christopher Isherwood en Christopher y su especie.